# IC 1780
IC 1780 је спирална галаксија у сазвјежђу Ован која се налази на листи објеката дубоког неба у Индекс каталогу.
Деклинација објекта је + 14° 43' 20" а ректасцензија 2h 6m 51,1s. Привидна величина (магнитуда) објекта IC 1780 износи 14,9 а фотографска магнитуда 15,8. IC 1780 је још познат и под ознакама MCG 2-6-32, CGCG 438-29, PGC 8070.